# Pygeum ceylanicum
Pygeum ceylanicum är en rosväxtart som beskrevs av Joseph Gaertner. Pygeum ceylanicum ingår i släktet Pygeum och familjen rosväxter. Inga underarter finns listade i Catalogue of Life.